# Acon
Acon är en kommun i departementet Eure i regionen Normandie i norra Frankrike. Kommunen ligger i kantonen Nonancourt som tillhör arrondissementet Évreux. År 2022 hade Acon 472 invånare.

## Befolkningsutveckling
Antalet invånare i kommunen Acon
Referens:INSEE